# Булхед (Аризона)
Булхед (енгл. Bullhead City) град је у америчкој савезној држави Аризона. По попису становништва из 2010. у њему је живело 39.540 становника.

## Демографија
Према попису становништва из 2010. у граду је живело 39.540 становника, што је 5.771 (17,1%) становника више него 2000. године.
| Група             | 2000.          | 2010.          |
| Белци             | 25.464 (75,4%) | 28.127 (71,1%) |
| Афроамериканци    | 340 (1,0%)     | 508 (1,3%)     |
| Азијати           | 339 (1,0%)     | 556 (1,4%)     |
| Хиспаноамериканци | 6.807 (20,2%)  | 9.386 (23,7%)  |
| Укупно            | 33.769         | 39.540         |